# Drachenbronn-Birlenbach
Drachenbronn-Birlenbach – miejscowość i gmina we Francji, w regionie Grand Est, w departamencie Dolny Ren.
Według danych na rok 1990 gminę zamieszkiwało 870 osób, 122 os./km².